# Mesogobio tumenensis
Mesogobio tumenensis és una espècie de peix cipriniforme de la família dels ciprínids.

## Morfologia
- Els mascles poden assolir 15,1 cm de longitud total.[4][5]

## Hàbitat
És un peix d'aigua dolça i de clima subtropical.

## Distribució geogràfica
Es troba a Àsia: riu Tumànnaia (la Xina).